# Paula Fernandes

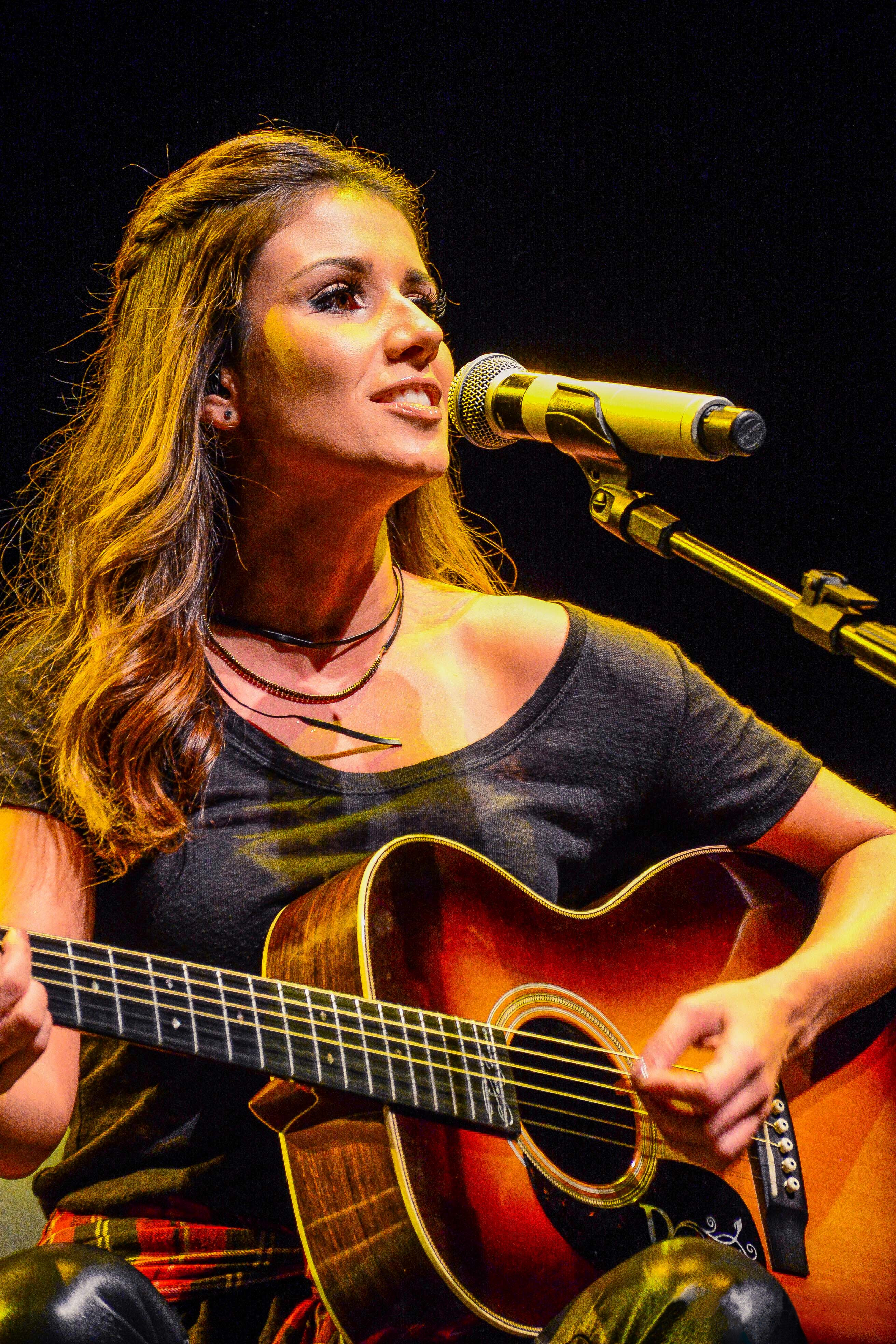
Paula Fernandes (2017)

Paula Fernandes de Souza (* 28. August 1984 in Sete Lagoas, Minas Gerais) ist eine brasilianische Singer-Songwriterin.

## Diskografie

### Studioalben
| Jahr | Titel                  | Höchstplatzierung, Gesamtwochen, AuszeichnungChartplatzierungen (Jahr, Titel, Platzierungen, Wochen, Auszeichnungen, Anmerkungen) | Höchstplatzierung, Gesamtwochen, AuszeichnungChartplatzierungen (Jahr, Titel, Platzierungen, Wochen, Auszeichnungen, Anmerkungen) | Anmerkungen                                                        |
| Jahr | Titel                  | BR | PT | Anmerkungen                                                        |
| ---- | ---------------------- | --- | --- | ------------------------------------------------------------------ |
| 2009 | Pássaro de Fogo        | BR— ×3DreifachplatinBR | PT10 Gold · (24 Wo.)PT | Erstveröffentlichung: 18. April 2009 Charteinstieg in PT erst 2011 |
| 2012 | Meus encantos          | BR— ×3DreifachplatinBR | PT2 Platin · (51 Wo.)PT | Erstveröffentlichung: 29. Mai 2012                                 |
| 2014 | Encontros pelo caminho | BR— PlatinBR | PT2 (27 Wo.)PT | Erstveröffentlichung: 23. September 2014                           |
| 2015 | Amanhecer              | BR— PlatinBR | PT8 (12 Wo.)PT | Erstveröffentlichung: 16. Oktober 2015                             |

Weitere Studioalben
- 1993: Paula Fernandes
- 1995: Ana Rayo
- 2005: Canções do Vento Sul (BR: Gold)
- 2006: Dust in the Wind (BR: Gold)

### Livealben
| Jahr | Titel                          | Höchstplatzierung, Gesamtwochen, AuszeichnungChartplatzierungen (Jahr, Titel, Platzierungen, Wochen, Auszeichnungen, Anmerkungen) | Höchstplatzierung, Gesamtwochen, AuszeichnungChartplatzierungen (Jahr, Titel, Platzierungen, Wochen, Auszeichnungen, Anmerkungen) | Anmerkungen                              |
| Jahr | Titel                          | BR | PT | Anmerkungen                              |
| ---- | ------------------------------ | --- | --- | ---------------------------------------- |
| 2011 | Ao vivo                        | BR— ×2DoppeldiamantBR | PT1 ×4Vierfachplatin · (138 Wo.)PT                                                                                                | Erstveröffentlichung: 26. Januar 2011    |
| 2013 | Multishow Ao Vivo: Um Ser Amor | BR— ×3DreifachplatinBR | PT2 Gold · (30 Wo.)PT | Erstveröffentlichung: 22. Oktober 2013   |
| 2016 | Amanhecer ao vivo              | BR— GoldBR | PT15 (23 Wo.)PT | Erstveröffentlichung: 30. September 2016 |

### Singles
- 2009: Pássaro de Fogo (BR: ×2Doppelplatin )
- 2009: Jeito de Mato (BR: Diamant)
- 2010: Não Precisa (BR: ×8Achtfachdiamant )
- 2010: Voa (BR: Gold)
- 2011: Meu Eu Em Você (Live From São Paulo) (BR: ×3Dreifachplatin )
- 2012: Long Live (Taylor Swift feat. Paula Fernandes, BR: ×4Vierfachdiamant )
- 2013: Sensações (Ao vivo) (BR: Gold)
- 2013: Um Ser Amor (Ao vivo) (BR: Gold)
- 2015: Piração (BR: ×2Doppelplatin )
- 2015: A Paz Desse Amor (BR: Diamant)
- 2017: Pássaro de Fogo – Live From São Paulo (BR: ×4Vierfachdiamant )
- 2017: Traidor (BR: Platin)
- 2019: Beijo Bom (BR: ×2Doppelplatin )
- 2019: Juntos (BR: ×2Doppelplatin )
- 2019: Não Te Troquei Por Ela – Ao Vivo Em Sete Lagoas, Brazil (BR: Platin)
- 2019: Prometo - Ao Vivo Em Sete Lagoas, 2019 (BR: Gold)

### Videoalben
- 2011: Ao Vivo (BR: ×3Dreifachdiamant , PT: Platin[6])
- 2013: Multishow Ao Vivo: Um Ser Amor (BR: ×2Doppelplatin )
- 2014: Encontros Pelo Caminho (BR: Gold)

## Auszeichnungen für Musikverkäufe
Anmerkung: Auszeichnungen in Ländern aus den Charttabellen bzw. Chartboxen sind in ebendiesen zu finden.
| Land/RegionAuszeichnungen für Musikverkäufe (Land/Region, Auszeichnungen, Verkäufe, Quellen) | Gold       | Platin       | Diamant       | Verkäufe   | Quellen             |
| -------------------------------------------------------------------------------------------- | ---------- | ------------ | ------------- | ---------- | ------------------- |
| Brasilien (PMB)                                                                              | 8× Gold8   | 26× Platin26 | 23× Diamant23 | 10.765.000 | pro-musicabr.org.br |
| Portugal (AFP)                                                                               | 2× Gold2   | 6× Platin6   | —             | 98.000     | Einzelnachweise     |
| Insgesamt                                                                                    | 10× Gold10 | 32× Platin32 | 23× Diamant23 |            |                     |